# Comtat de Brixey
El comtat de Brixey fou una jurisdicció feudal del Sacre Imperi Romanogermànic sorgit amb territoris que havien estat del comtat de Chaumont i que després de la seva incorporació al comtat de les Ardennes (segona meitat del segle X) va esdevenir jurisdicció separa adquirint títol comtal quasi un segle després (meitat del segle XI). Es creu que hi havia algun tipus de parentiu entre els antics comtes de Chaumont i els comtes de Brixey i els de Reynel, per l'ús en aquestes famílies del nom Odelric que es troba a la família de comtes de Chaumont (un fill d'Hug).
El primer comte que s'esmenta fou Aimó que subscrivia una carta del 1036. A l'obituari de Saint-Mansuy es registra la seva mort un 2 de novembre vers el 1072. Va deixar un fill de nom Odelric que el va succeir a Brixey; apareix en carta de l'11 d'octubre de 1101 i va morir vers el 1102. Es va casar amb Matilde de Reynel, filla d'Odelric III comte de Reynel. El seu fill Pere, que va fundar l'abadia de Rangeval, ja no porta el títol comtal. Era mort el 1141 i fou el tronc dels senyors de Bourlemont.

## Llista de comtes[1]
- Aimó vers 1035-1072
- Odelric 1072-1102